# Orientierungslauf-Weltmeisterschaften 2024
Die Orientierungslauf-Weltmeisterschaften 2024 wurden vom 12. bis 16. Juli in der schottischen Hauptstadt Edinburgh ausgetragen. 

## Ergebnisse

### Männer
| Disziplin       | Gold            | Silber        | Bronze             |
| --------------- | --------------- | ------------- | ------------------ |
| Sprint          | Martin Regborn  | Tino Polsini  | Emil Svensk        |
| Knockout Sprint | Riccardo Rancan | Jørgen Baklid | Jonatan Gustafsson |

### Frauen
| Disziplin       | Gold               | Silber           | Bronze           |
| --------------- | ------------------ | ---------------- | ---------------- |
| Sprint          | Tove Alexandersson | Simona Aebersold | Natalja Gemperle |
| Knockout Sprint | Tove Alexandersson | Karolin Ohlsson  | Simona Aebersold |

### Mixed
| Disziplin      | Gold                                                                 | Silber                                                          | Bronze                                                                                      |
| -------------- | -------------------------------------------------------------------- | --------------------------------------------------------------- | ------------------------------------------------------------------------------------------- |
| Sprint Staffel | SchweizNatalja Gemperle Riccardo Rancan Joey Hadorn Simona Aebersold | FinnlandMaija Sianoja Miika Kirmula Tuomas Heikkilä Venla Harju | NorwegenVictoria Haestad Bjornstad Eirik Langedal Breivik Kasper Fosser Andrine Benjaminsen |

## Medaillenspiegel
| Platz  | Land     | Gold | Silber | Bronze | Gesamt |
| ------ | -------- | ---- | ------ | ------ | ------ |
| 1      | Schweden | 3    | 1      | 2      | 6      |
| 2      | Schweiz  | 2    | 2      | 2      | 6      |
| 3      | Norwegen | –    | 1      | 1      | 2      |
| 4      | Finnland | –    | 1      | –      | 1      |
| Gesamt | Gesamt   | 5    | 5      | 5      | 15     |